# Cerapoda
Cerapoda é um grupo de Dinossauros Ornistísquios do clado Genasauria. Eles são divididos em três ou mais grupos: Ornithopoda ("pés de pássaro"), Pachycephalosauria ("lagartos com cabeça grossa") e Ceratopsia ("cabeças com chifres"). Esses dois últimos grupos juntos formam o clado Marginocephalia ("cabeças com protuberâncias") devido às suas características compartilhadas que incluíram a prateleira óssea que eles possuíram como base no crânio. Os dentes dos cerápodes duravam desigualmente com a mastigação e desenvolveram espinhaços agudos que permitiram que eles decompusessem a comida mais facilmente do que outros dinossauros.

## Taxonomia
- Subordem Cerapoda
  - Infraordem Ornithopoda
    - Família Hypsilophodontidae
    - Família Hadrosauridae

  - Família Heterodontosauridae?
  - Infraordem Pachycephalosauria
  - Infraordem Ceratopsia